# Le Boullay-Mivoye
Le Boullay-Mivoye is een gemeente in het Franse departement Eure-et-Loir (regio Centre-Val de Loire) en telt 385 inwoners (2004). De plaats maakt deel uit van het arrondissement Dreux.

## Geografie
De oppervlakte van Le Boullay-Mivoye bedraagt 11,0 km², de bevolkingsdichtheid is 35,0 inwoners per km².
De onderstaande kaart toont de ligging van Le Boullay-Mivoye met de belangrijkste infrastructuur en aangrenzende gemeenten.

## Demografie
Onderstaande figuur toont het verloop van het inwonertal (bron: INSEE-tellingen).